# David Lyle
David Hamilton Lyle ist ein kanadischer Schauspieler, Schauspiellehrer, Synchronsprecher, Kurzfilmschaffender und Inhaber von dB digital TV.

## Leben
Der aus New Westminster bei Vancouver stammende Lyle machte eine Ausbildung zum Pianisten. 1995 wirkte er im Film Crying Freeman – Der Sohn des Drachen als Stunt Coordinator mit. 2002 erschien der Kurzfilm The Food & I, für den er das Drehbuch schrieb und für die Regie verantwortlich war und außerdem eine Rollenbesetzung übernahm. Für seine Leistungen wurde er mit dem Jurypreis des INVIDEO – International Exhibition of Video Art and Cinema Beyond in Mailand ausgezeichnet. Er ist Inhaber von dB digital TV.
Bereits in den 1990er Jahren wirkte Lyle in kanadischen Fernsehproduktionen mit. 2000 hatte er eine Nebenrolle in Schuldig – Ein mörderischer Auftrag. 2009 übernahm er im Fernsehfilm Health Nutz die Rolle des Keith. Dieselbe Rolle verkörperte er später von 2011 bis 2013 in sieben Episoden der gleichnamigen Fernsehserie. 2011 spielte er die Rolle des Minenarbeiters Tanner im Tierhorrorfernsehfilm Ice Road Terror, der von einer monströsen Echse gefressen wurde, als er in einem Truck fliehen wollte. 2012 war er als Zhishan in zwei Episoden der Fernsehserie Arrow zu sehen. Anschließend übernahm er eine Nebenrolle in dem Horrorfilm Dead Rising: Watchtower und Episodenrollen unter anderen in den Fernsehserien Arctic Air, The Romeo Section, Second Chance, Charmed und Supernatural. Von 2019 bis 2020 lieh er seiner Stimme mehreren Zeichentrickcharakteren in Molly of Denali.

## Filmografie (Auswahl)

### Schauspiel
- 1990: E.N.G. (Fernsehserie, Episode 2x09)
- 2000: Schuldig – Ein mörderischer Auftrag (The Guilty)
- 2002: The Food & I (Kurzfilm; Regie & Drehbuch)
- 2003: Da Vinci’s Inquest (Fernsehserie, Episode 5x12)
- 2003: Tilt (Kurzfilm)
- 2004: ReGenesis (Fernsehserie, Episode 1x05)
- 2005: Mindless Love (Fernsehfilm)
- 2005: Da Vinci’s City Hall (Fernsehserie, Episode 1x03)
- 2005: Johnny Tootall
- 2006: Alice, I Think (Fernsehserie, 2 Episoden, verschiedene Rollen)
- 2008: Sanctuary – Wächter der Kreaturen (Sanctuary, Fernsehserie, Episode 1x12)
- 2009: Health Nutz (Fernsehfilm)
- 2010: Human Target (Fernsehserie, Episode 2x02)
- 2011: Ice Road Terror (Fernsehfilm)
- 2011–2013: Health Nutz (Fernsehserie, 7 Episoden)
- 2012: Arrow (Fernsehserie, 2 Episoden)
- 2014: Arctic Air (Fernsehserie, Episode 3x10)
- 2015: Dead Rising: Watchtower
- 2015: The Romeo Section (Fernsehserie, Episode 1x09)
- 2016: Second Chance (Fernsehserie, Episode 1x07)
- 2016: Unclaimed (Fernsehfilm)
- 2019: Charmed (Fernsehserie, Episode 2x06)
- 2020: Supernatural (Fernsehserie, Episode 15x13)

### Synchronisation
- 2019–2020: Molly of Denali (Zeichentrickserie, 2 Episoden)